# アガトーン (ギリシア神話)
アガトーン（古希: Ἀγάθων, Agathōn）は、ギリシア神話の人物である。長母音を省略してアガトンとも表記される。トロイアの王プリアモスの息子の1人。ホメーロスは「武勇に優れたアガトーン」と述べている。メーストール、トローイロス、ヘクトールが戦死したため、他の8人の兄弟ヘレノス、パリス、パムモーン、アンティポノス、ポリーテース、デーイポボス、ヒッポトオス、ディーオスともども、プリアモスから叱責された。一説によると大アイアースに討たれた。